# Ascanio Filomarino
Ascanio Filomarino (Nàpols, 1583 - 3 de novembre de 1666) fou un prelat italià.
Aquest arquebisbe napolità fou nomenat bisbe el 19 de gener de 1632 a Roma i cardenal el 16 de desembre de 1641 pel papa Urbà VIII.
El pintor bolonyès anomenat Domenichino li feu un magnífic retrat que es conserva en la Galeria Corsini de Florència.
De la seva família foren Ascanio Filomarino, Duca della Torre i el germà d'aquest Clemente Filomarino, que foren cremats pel poble a Nàpols el 18 de gener de 1799.
El bisbe Filomarino fou mitjancer, en el conflicte anomenat de Masariello entre Rodrigo Ponce de Leon duc d'Arcos i el pescador revolucionari Tomasso Aniello.